# Susan Huber
Susan Huber is een Amerikaans stemactrice uit Fort Worth in Texas. Ze spreekt onder andere stemmen in voor Dragon Ball Z. Ze presenteerde het middagprogramma Playhouse Disney voor het commerciële radiostation Radio Disney. Ze stopte hiermee sinds het radiostation verhuisde van Texas naar Californië.

## Rollen
- Case Closed - (De vrouw van Mr. Tanner)
- Dragon Ball - (Suno)
- Dragon Ball Z - (Suno)
- Dragon Ball GT - Videl
- YuYu Hakusho - Yukina